# Filmfare Awards (2005)
50-я церемония награждения Filmfare Awards проводилась 26 февраля 2005 года, в городе Бомбей. На ней были отмечены лучшие киноработы на хинди, вышедшие в прокат до конца 2004 года.

## Главные награды

### Лучший фильм
Вир и Зара 
- Байкеры
- Ты и я
- Я рядом с тобой!!!
- Возвращение на Родину

### Лучший режиссёр
Кунал Кохли — Ты и я 
- Ашутош Говарикер — Возвращение на Родину
- Фара Кхан — Я рядом с тобой!!!
- Фархан Ахтар — Цель жизни
- Раджкумар Сантоши — Долг превыше всего
- Яш Чопра — Вир и Зара

### Лучший актёр в главной роли
Шах Рукх Кхан — Возвращение на Родину  в роли Mohan Bhargava
- Амитабх Баччан — Долг превыше всего в роли DCP Anand K Shrivashtav
- Ритик Рошан — Цель жизни в роли Karan Shergill
- Шах Рукх Кхан — Я рядом с тобой!!! в роли Ram Shekhar Sharma
- Шах Рукх Кхан- Вир и Зара в роли Veer Pratap Singh

### Лучшая актриса в главной роли
Рани Мукхерджи — Ты и я  в роли Rhea Prakash
- Aishwarya Rai — Raincoat
- Priety Zinta — Вир и Зара
- Shilpa Shetty — Phir Milenge
- Urmila Matondkar — Ek Hasina Thi

### Лучшая мужская роль второго плана
Абхишек Баччан — На перекрёстке судеб  в роли Lallan Singh
- Акшай Кумар — Долг превыше всего в роли Senior Inspector Shekhar Verma
- Акшай Кумар — Выходи за меня замуж в роли Sunny
- Амитабх Баччан — Вир и Зара в роли Mr.Choudhary
- Зайед Кхан — Я рядом с тобой!!! в роли Lakshman "Lucky" Shekhar Sharma

### Лучшая женская роль второго плана
Рани Мукхерджи — На перекрёстке судеб  в роли Shashi Lal Bishwas
- Амрита Рао — Я рядом с тобой!!! в роли Sanjanna Bakshi
- Дивья Дутта — Вир и Зара в роли Shabbo
- Приянка Чопра — Противостояние в роли Sonia Roy
- Рани Мукхерд — Вир и Зара в роли Saamiya Siddiqui

### Лучшая комическая роль
Саиф Али Кхан — Ты и я  в роли Karan
- Акшай Кумар — Выходи за меня замуж в роли Sunny
- Аршад Варси — Переполох
- Боман Ирани — Я рядом с тобой!!! в роли Principal
- Пареш Раваль — Переполох

### Лучшая отрицательная роль
Приянка Чопра — Противостояние  в роли Sonia Roy
- Абхишек Баччан — На перекрёстке судеб в роли Lallan Singh
- Аджай Девган — Долг превыше всего в роли Yashwant Angre
- Джон Абрахам — Байкеры в роли Kabir
- Сунил Шетти — Я рядом с тобой!!! в роли Raghavan Dutta

### Лучший сюжет
Вир и Зара — Адитья Чопра 

### Лучший сценарий
На перекрёстке судеб — Мани Ратнам 

### Лучший диалог
Вир и Зара — Адитья Чопра 

### Лучшая музыка к фильму
Я рядом с тобой!!! — Ану Малик 
- Байкеры — Притам
- Искушение замужней женщины — Ану Малик
- Возвращение на Родину — А.Р. Рахман
- Вир и Зара — Мадан Мохан

### Лучшая песня к фильму
Вир и Зара — Джавед Ахтар for Tere Liye 
- Я рядом с тобой!!! — Джавед Ахтар for Я рядом с тобой!!!
- Возвращение на Родину — Джавед Ахтар for Yeh Taara Woh Taara
- Вир и Зара — Джавед Ахтар for Aisa Des Hai Mera
- Вир и Зара — Джавед Ахтар for Main Yahaan

### Лучший мужской закадровый вокал
Искушение замужней женщины — Кунал Ганджавала for "Bheege Hont Tere" 
- Я рядом с тобой!!! — Сону Нигам for "Я рядом с тобой!!!"
- Я рядом с тобой!!! — Сону Нигам for "Tumse Milke"
- Возвращение на Родину — Udit Narayan and Master Vignesh for "Yeh Taara Woh Taara"
- Вир и Зара — Udit Narayan for "Main Yahaan"
- Вир и Зара — Сону Нигам for "Do Pal"

### Лучший женский закадровый вокал
Ты и я — Alka Yagnik for "Ты и я" 
- Байкеры — Сунидхи Чаухан for "Байкеры Machale"
- Ну что, влюбился? — Sadhana Sargam for "Aao Na"
- Выходи за меня замуж — Alka Yagnik for "Lal Dupatta"
- Возвращение на Родину — Alka Yagnik for "Saawariya"

### Лучшая постановка боевых сцен
На перекрёстке судеб — Vikram Dharma 

### Лучшая работа художника-постановщика
На перекрёстке судеб — Сабу Сирил 

### За влияние в киноиндустрии
Возвращение на Родину — А.Р. Рахман 

### Лучшая операторская работа
Цель жизни — Кристофер Попп 

### Лучшая хореография
Цель жизни — Прабхудева 

### Лучший монтаж
Байкеры — Рамешвар С. Бхагат 

### Лучший звук
Байкеры — Dwarak Warrier 

### Сцена года
Ты и я 

### Лучший мужской дебют
Айеша Такиа — Тарзан: Супер-кар 

### Награда имени Р.Д. Бурмана
Кунал Ганджавала

### Награда за власть
Shahrukh Khan

### Награда за пожизненные достижения
Раджеш Кханна

### Лучший фильм за 50 лет
Месть и закон 

## Выбор критиков

### Лучший фильм
Наставник  & На перекрёстке судеб

### Лучшая актёр
Панкадж Капур — Макбул 

### Лучшая актриса
Карина Капур — Наставник 

## Наибольшее количество номинаций и побед
- Вир и Зара — 5/15
- На перекрёстке судеб — 5/6
- Ты и я — 4/6
- Байкеры — 2/6
- Возвращение на Родину — 2/8
- Наставник — 2/0
- Я рядом с тобой!!! — 1/11
- Цель жизни — 2/4
- Противостояние — 1/2
- Искушение замужней женщины — 1/2
- Тарзан: Супер-кар — 1/1
- Долг превыше всего — 0/4
- Выходи за меня замуж — 0/3